# Pz 68
Pz 68は、スイスの配備していた主力戦車である。Panzer 68（パンツァー・アハトウントゼクツィヒ）とも呼ばれる。開発は1960年代にEidgenössische Konstruktionswerkstätte Thunが担当した。派生型にPanzer 68/75、Panzer 68/88が存在する。

## 概要
Pz 68は、1951年に開発開始されたPz-61を設計の基礎とする車輛である。本車の開発は、Pz 61の導入が成功裏に終わった直後から開始された。改良点はより広軌となった履帯、スタビライザー化された主砲、また初期のPz 61が装備していた同軸20mm機関砲の代わりに第二の機関銃を導入したことである。緩衝装置には皿バネとダンパーを１本のシリンダーに収納した独特な方式を用い、最低地上高は40cmであった。
名称の由来である1968年に、スイスの議会は170輌の導入を決定した。Pz 68の配備は1971年に開始された。1977年、第二次のバッチが生産された。1978年から1983年にかけ、第三次または第四次のバッチが続いた。最後の2ロットはAA3およびAA4、またはPz 68/75と呼ばれる。もっとも重要な改修はより大型の砲塔の開発であった。
70年代後半、オーストリア陸軍はPz 68に対して若干の関心を示したものの、しかしシステムの欠陥が公表されたために導入は見合わせた。
1992年、Pz 68は再度の現代化改修プログラムを受けた。これは新規に射撃管制装置(FCS)を導入するものであり、その内容は新配備されるPz 87（西ドイツで設計開発されたレオパルト2）で使用される火器管制装置と同じものであった。この新しく改修された形式はPz 68/88と呼称された。Pz 68/88への改修にもかかわらず、本車はPz 87の配備の後に、補助的な任務へ就くこととなった。全ての型のPz 68が2003年までには退役となった。
タイ陸軍に約200輌を売却することが検討されたが、この取引は承認されなかった。これにより車輛は武装を取り除いたうえ、2005年にスクラップとして売却された。総生産台数は各型合わせ390両、うち195輌がPz 68/88であった。
Pz 68は幾輌かが現存し、軍関係の博物館で見ることができる。
また、払い下げられた車両には、映画撮影用に第二次世界大戦時の戦車に似せて改造され、映像撮影用やイベント用のレプリカ車両とされたものが複数存在している。

## 技術的問題
1979年の夏季の間、スイスで高く注目される週刊誌『Weltwoche』誌は、Pz 68の欠陥に関する記事を発表した。この記事は、スイス軍機甲部隊の当時のチーフが、Pz 68が『戦闘に適しない』という結論に達していることを報じた。専門家の一団はこの問題に関してレポートを作成するよう依頼され、何十もの技術的欠陥をリストした。この中にはNBC防御の不十分さも判明しており、搭乗員には戦車の中でも保護マスクの着用が強制された。こういったことは大いに搭乗員の作業能率を減じた。専門家たちはまた、車輛が行動中に、変速機のギアが後退に入らないことを発見し、搭乗員に対して後退前には戦車を停止させることを強制した。もっと事態を悪くさせたことには、無線を戦車内で使用すると、砲塔操縦システムの邪魔をする傾向があり、無線の全力使用時には常に砲塔を統制のきかない状態にする結果となった。この記事はスキャンダルとなり、当時の防衛大臣Rudolf Gnägiの辞任要求に至った。
『Weltwoche』誌の記事の一年前に、もう一つ別の危険な誤りが見つかっていた。暖房装置にスイッチを入れると主砲の撃発装置につながり、砲弾が発砲された。この問題はいくつかのシステムが同じ電気回路を共有していたことに原因があった。幸運にも、この欠点はどのような事故にもつながらなかった。スイスのタブロイド紙『Blick』は、皮肉な見出しとともに「Pz 68はその見かけよりも遥かに危険である！」とコメントしている。
前述の問題はほぼほとんどがPz 68/88への改修時に解決された。

## Pz 68をベースとした車輌
Flak Panzer 68
Pz 68の車体にゲパルト自走対空砲の砲塔を搭載した車輛。試作車が二輌生産されたにとどまる。
Panzerartilleriekanone 68
Pz 68の車体に砲塔形式の155mm榴弾砲を搭載。試作車が四輌製造されたにとどまる。
Brückenlegepanzer 68
Pz 68の車体に架橋装置を搭載した。
Entpannungspanzer 65
Pz 61の車体を用いた戦車回収車。
Zielpanzer 68
Pz 68の車体を用いた標的戦車。対戦車ミサイルの演習弾射撃で、動目標として用いられた。操縦手一名で操作されたが、模擬砲塔には観測員一名も同乗できた。

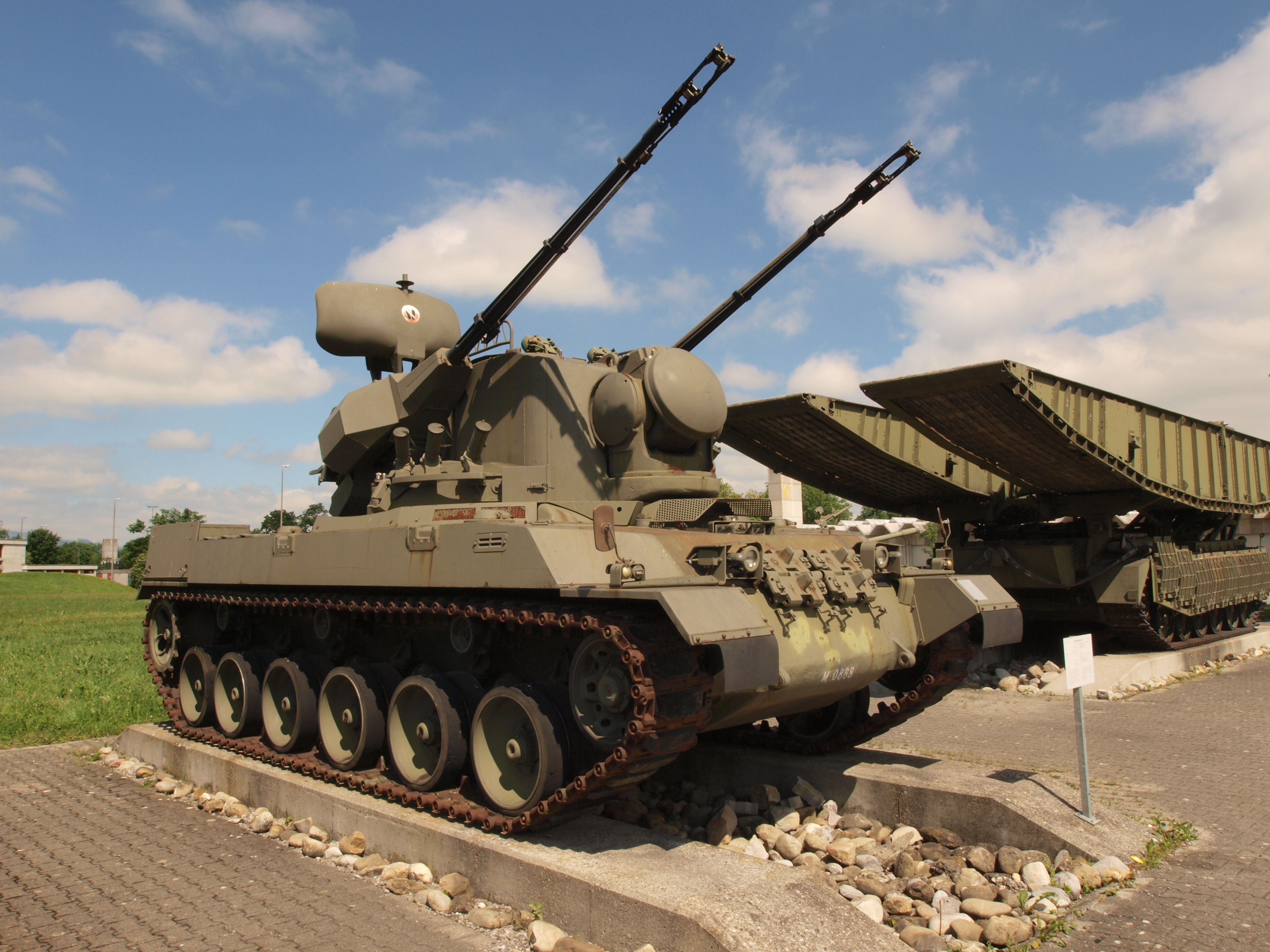
35 mm Flab Panzer B22L
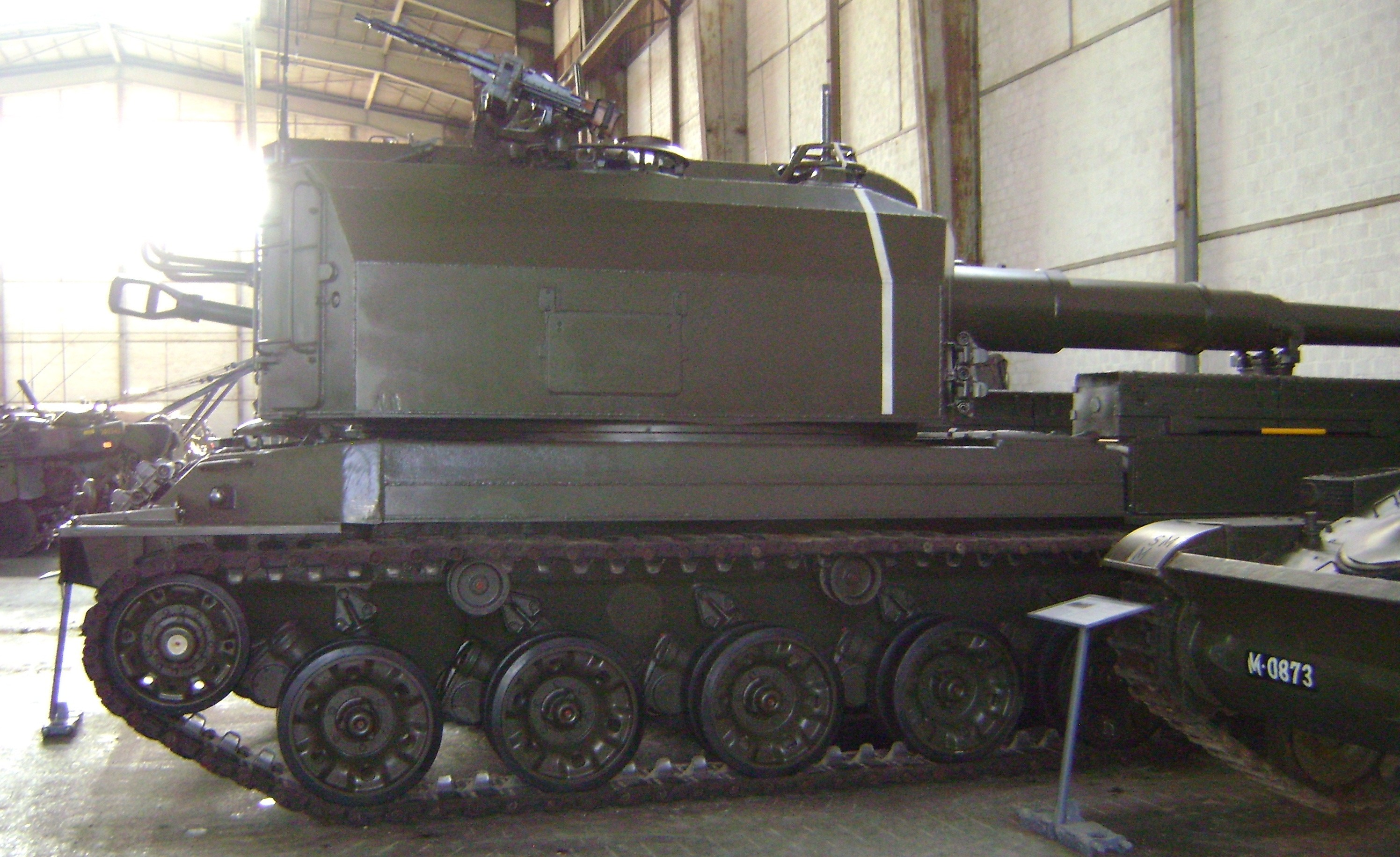
Panzerkanone 68
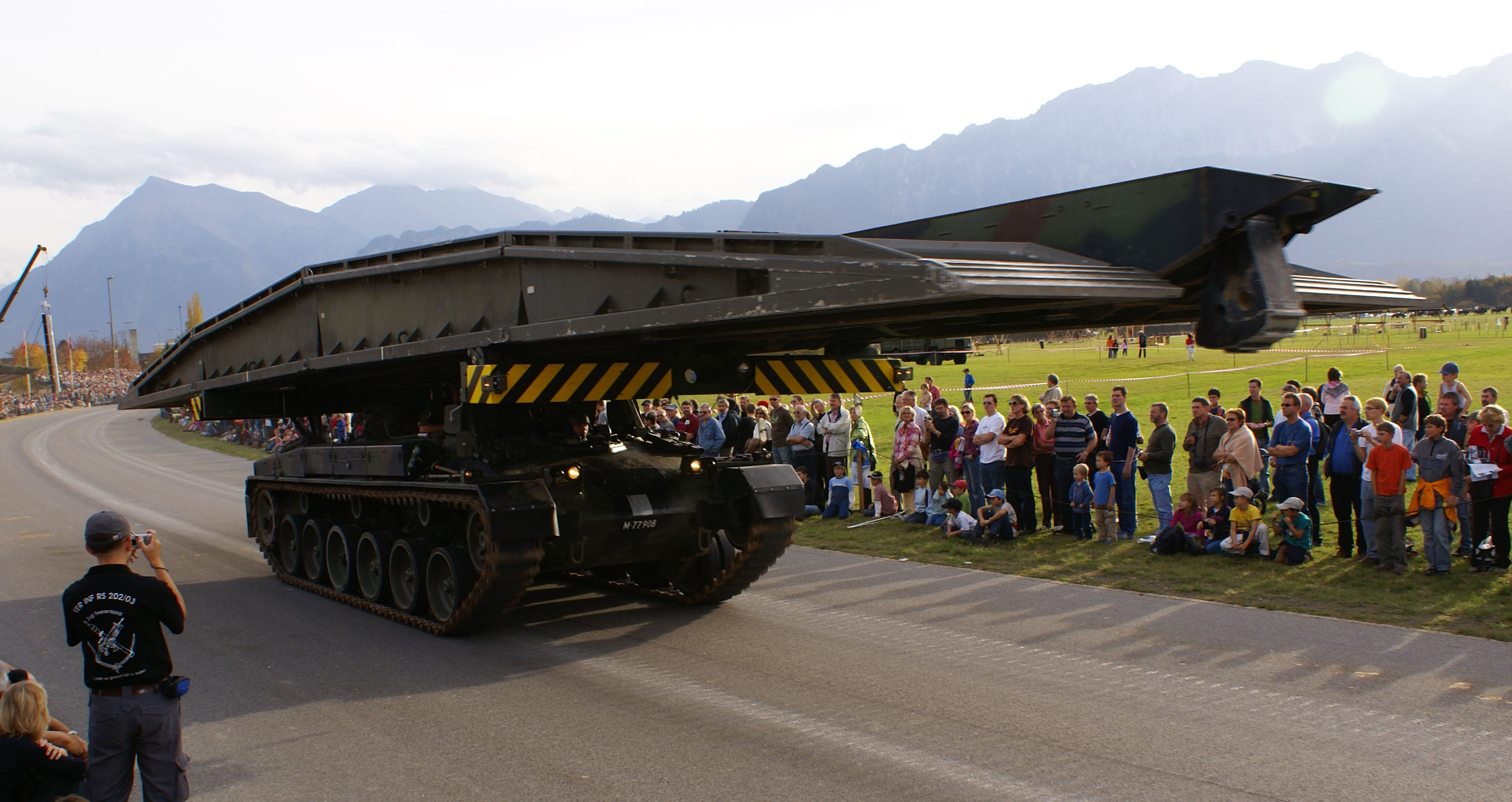
Brückenpanzer 68
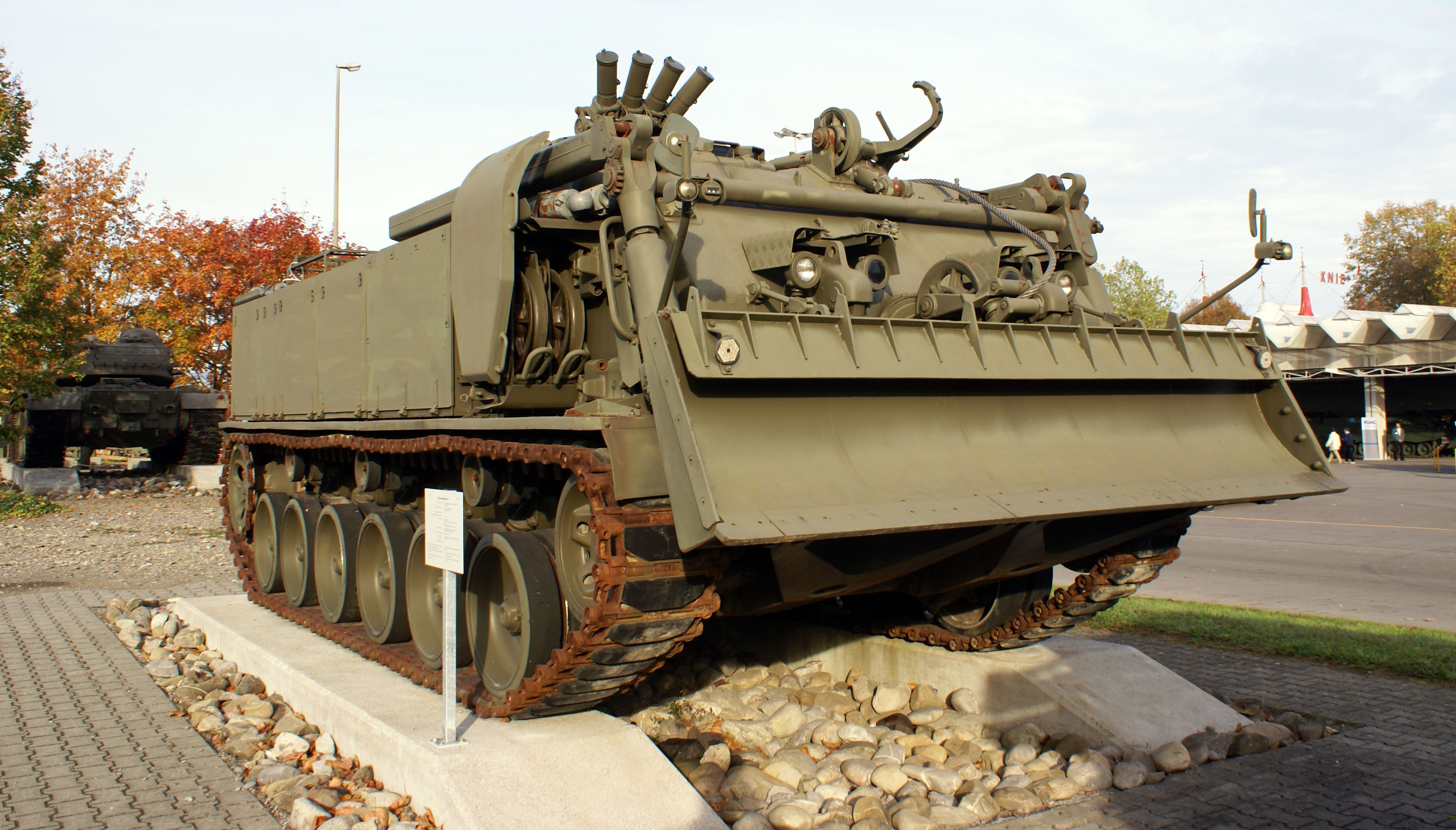
Entpannungspanzer65
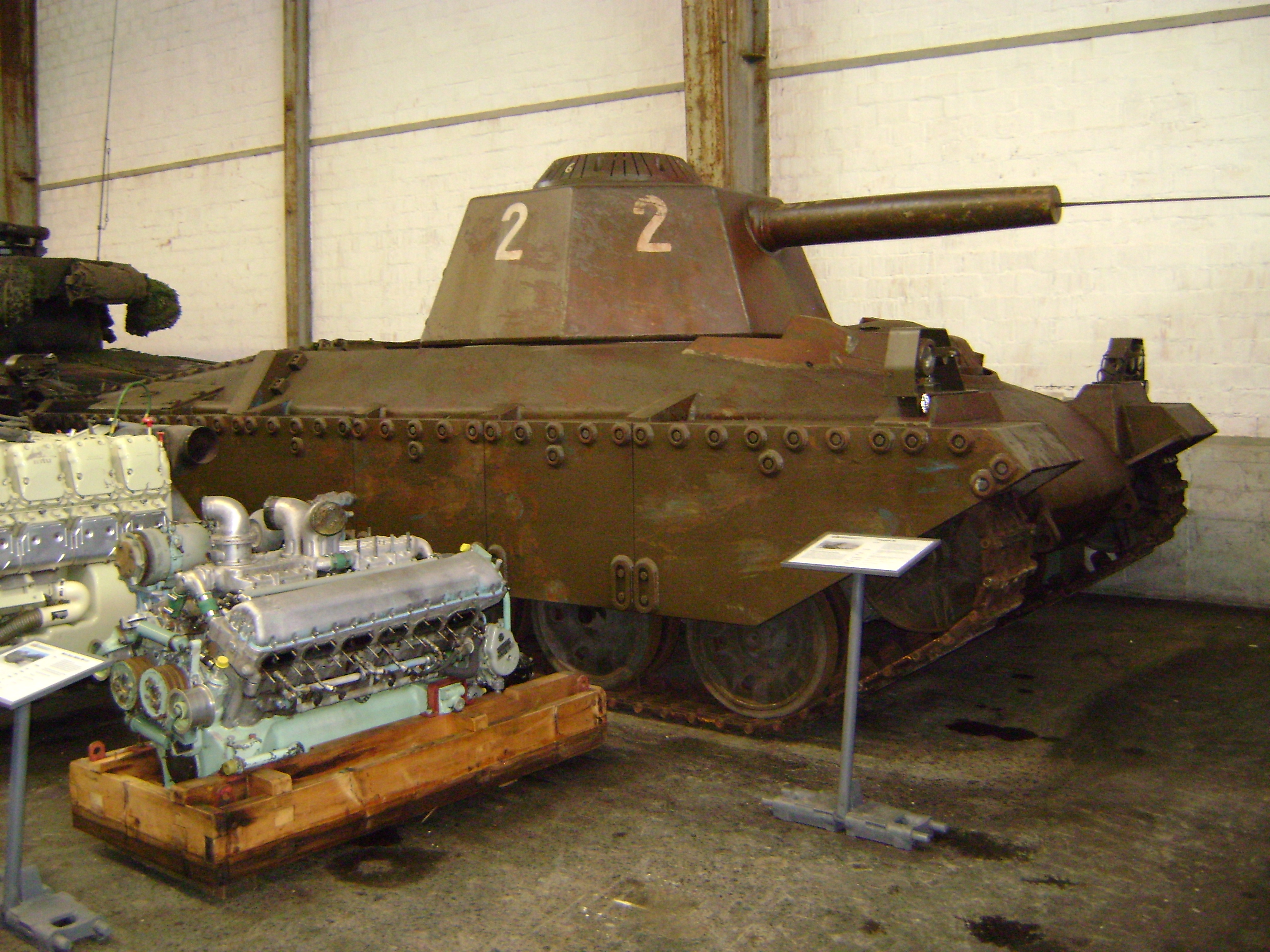
Zielpanzer 68